# Donga and Mantung Division
Donga and Mantung Division är ett departement i Kamerun.   Det ligger i regionen Nordvästra regionen, i den centrala delen av landet, 300 km norr om huvudstaden Yaoundé.